# 布里斯托鎮區 (內布拉斯加州博伊德縣)
布里斯托鎮區（英語：Bristow Township）是位於美國內布拉斯加州博伊德縣的一個行政鎮區。

## 地方資料
布里斯托鎮區的面積為86.50平方千米，當中陸地面積為85.39平方千米，而水域面積為0.11平方千米。根據2020年美國人口普查的數據，當地共有人口107人，而人口密度為每平方千米1.24人。